# 中国世界生物圈保护区
以下为34个被纳入联合国教科文组织“人与生物圈计划”世界生物圈保护区网络的中国生物圈保护区网络成员：
1. 长白山生物圈保护区（吉林，1979年）
2. 鼎湖山生物圈保护区（广东，1979年）
3. 卧龙生物圈保护区（四川，1979年）
4. 梵净山生物圈保护区（贵州，1986年）
5. 锡林郭勒草原生物圈保护区（内蒙古，1987年）
6. 武夷山生物圈保护区（福建，1987年）
7. 神农架生物圈保护区（湖北，1990年）
8. 中国温带荒漠区博格达峰北麓生物圈保护区（新疆，1990年）
9. 盐城生物圈保护区（江苏，1992年）
10. 西双版纳生物圈保护区（云南，1993年）
11. 天目山生物圈保护区（浙江，1996年）
12. 茂兰生物圈保护区（贵州，1996年）
13. 丰林生物圈保护区（黑龙江，1997年）
14. 九寨沟生物圈保护区（四川，1997年）
15. 南麂列岛海洋生物圈保护区（浙江，1998年）
16. 山口红树林生态生物圈保护区（广西，2000年）
17. 黄龙寺生物圈保护区（四川，2000年）
18. 高黎贡山生物圈保护区（云南，2000年）
19. 白水江生物圈保护区（甘肃，2000年）
20. 赛罕乌拉生物圈保护区（内蒙古，2001年）
21. 宝天曼生物圈保护区（河南，2001年）
22. 达赉湖生物圈保护区（内蒙古，2002年）
23. 五大连池生物圈保护区（黑龙江，2003年）
24. 亚丁生物圈保护区（四川，2003年）
25. 珠穆朗玛峰生物圈保护区（西藏，2004年）
26. 佛坪生物圈保护区（陕西，2004年）
27. 兴凯湖生物圈保护区（黑龙江，2007年）
28. 车八岭生物圈保护区（广东，2007年）
29. 猫儿山生物圈保护区（广西，2011年）
30. 井冈山生物圈保护区（江西，2012年）
31. 牛背梁生物圈保护区（陕西，2012年）
32. 蛇岛、老铁山生物圈保护区（辽宁，2013年）
33. 汗马生物圈保护区(内蒙古，2015年)
34. 黄山生物圈保护区（安徽，2018年）

（页面存档备份，存于）